# 2-Aminofenol
2-Aminofenol je organsko jedinjenje sa formulom . Zajedno sa njegovim izomerom 4-aminofenolom, on je amfoterni molekul i redukujući agens. On je koristan reagens za sintezu boja i heterocikličnih jedinjenja.